# Quatro Consciências
As Quatro Consciências (chinês simplificado: 四个意识) é um conceito político proposto pela primeira vez pelo Secretário-Geral do Partido Comunista Chinês (PCC), Xi Jinping, em janeiro de 2016.

## Histórico
As Quatro Consciências foram propostas pela primeira vez em 29 de janeiro de 2016, em uma reunião do Politburo do PCC.

## Conceitos
Os conceitos incluem:
- Consciência política[a]
- Consciência da situação geral[b]
- Consciência do núcleo[c]
- Consciência de conformidade[d]